# Wave (canción de Antônio Carlos Jobim)
"Wave" (también conocido como "Vou Te Contar" en portugués) es una canción de bossa nova escrita por Antônio Carlos Jobim. Fue grabada primero como pieza instrumental en su álbum homónimo de 1967. De acuerdo con la biografía de Jobim que escribió Sérgio Cabral, Chico Buarque iba a escribir la letra, pero no la entregó, así que el propio Jobim le puso versos en portugués y en inglés.
La letra en inglés fue utilizada por Frank Sinatra en su grabación del 11 de noviembre de 1969 para el álbum de 1970 Sinatra & Company. Johnny Mathis también utilizó la letra en inglés en su álbum de 1970 Close to You y por Sergio Mendes & Brasil '66 (cantadas por Lani Hall con Mendes) en su segundo álbum, Equinox, en 1967.
Rolling Stone (en su versión brasileña) la votó como 73a mejor canción brasileña. Según The Jazz Discography de Tom Lord, la canción ha sido grabada casi 500 veces por artistas de jazz.

## Grabaciones notables
- Antonio Carlos Jobim - Wave (1967) y Antonio Carlos Jobim y sus amigos (1993)[4]
- Oscar Peterson - Motions and Emotions (1969; arreglo de Claus Ogerman )
- Paul Desmond - Live (1975)
- Joao Gilberto - Amoroso (1976)
- Fred Hersch y Bill Frisell - Songs We Know (1998)
- Ahmad Jamal - The awakening (1970)
- Frank Sinatra y Antonio Carlos Jobim - Sinatra & Company (1970)
- McCoy Tyner con Ron Carter y Tony Williams - Supertrios (1977)
- Sarah Vaughan - Live in Japan (1973)